# Saldenburg
Saldenburg – miejscowość i gmina w Niemczech, w kraju związkowym Bawaria, w rejencji Dolna Bawaria, w regionie Donau-Wald, w powiecie Freyung-Grafenau. Leży w Lesie Bawarskim, około 15 km na południowy zachód od miasta Freyung, przy drodze B85.

## Dzielnice
W skład gminy wchodzą następujące dzielnice: Forstöd, Lembach, Saldenburg, Preying i Hundsruck.

## Demografia
| Rok  | Liczba mieszkańców |
| ---- | ------------------ |
| 1970 | 1795               |
| 1987 | 1982               |
| 2000 | 2042               |

## Zabytki
- Kościół pw. św. Brygidy (St. Brigida)
- Kościół pw. św. Rodziny (Zur heiligen Familie)

## Oświata
(na 1999)

W gminie znajduje się 50 miejsc przedszkolnych (49 dzieci) oraz szkoła podstawowa (z częścią Hauptschule).